# Arnhem Falcons
De Arnhem Falcons is een Americanfootballteam uit Arnhem. Ze komen uit in de Eredivisie, dat georganiseerd wordt door de American Football Bond Nederland.
De Falcons zijn opgericht in 1989 door oudspelers van de Arnhem Running Bears. Ze speelden eerst in het sportcomplex Valkenhuizen onder de naam Arnhem Falcons.
In 2010 is de club verhuisd naar sportpark 't Craneveld. In 2013 werd op dit sportpark een Fieldturf-kunstgrasveld aangelegd. Dit was het eerste kunstgrasveld voor een Americanfootballclub in Nederland.

## Historie
In 1990 begon het team met spelen in de competitie. Dat jaar verliep moeizaam en er werd maar één wedstrijd gewonnen. De daarop volgende jaren verliepen steeds iets beter en in 1994 werd de helft van alle wedstrijden gewonnen. In 1996 wonnen de Falcons de herfstronde, die dat jaar voor het eerste georganiseerd werd door de voormalige Nederlandse American Football Federatie (NAFF). In de finale van het seizoen verloren ze echter van de Amsterdam Crusaders.
In 1997 ging het op sportief gebied uitstekend en werd een bijna perfect seizoen genoteerd door alle wedstrijden op een na te winnen. In dit jaar wist het team ook de BeNeLux competitie te winnen. In 1999 wonnen de Arnhem Falcons alle wedstrijden in de competitie, maar verloren ze in de finale van Zoetermeer.